# Lazio (traghetto)
La Lazio era una nave passeggeri appartenente alla Classe Regione, consegnata con questo nome alla Tirrenia di Navigazione nel 1953. Convertita nel 1967 in traghetto ro-ro, rimase in servizio per la Tirrenia fino al 1978, quando fu posta in disarmo. Venduta ad armatori greci, nei decenni seguenti passò di mano diverse volte, prestando servizio principalmente nel Mediterraneo orientale. Nel 1996, mentre era in servizio nel Mar Nero con il nome di Avrasya, fu sequestrata da dei terroristi ceceni, venendo liberata senza spargimenti di sangue tre giorni più tardi; l'anno seguente fu demolita in Turchia.

## Caratteristiche

### Come nave passeggeri
In configurazione originale la Lazio effettuava servizio misto merci-passeggeri. Poteva trasportare fino a un massimo di 560 passeggeri, i cui spazi erano divisi nelle tradizionali tre classi. Le sistemazioni a disposizione dei passeggeri comprendevano 30 cabine di prima classe (11 dei quali con servizi igienici privati), 33 cabine di seconda classe e 20 di terza classe turistica; erano poi presenti a bordo tre dormitori (uno per donne con 36 posti e due per uomini con 138 posti in totale) e due cabine dedicate ad eventuali detenuti e ai carabinieri della scorta. I posti letto totali erano 454. Gli spazi comuni per i passeggeri, progettati dal noto architetto Nino Zoncada, erano anch'essi separati per le tre classi: i passeggeri di prima e seconda classe avevano a disposizione un ristorante con 74 posti, un soggiorno - bar con 62 posti, una biblioteca e una sala da gioco, tutti ubicati sul ponte passeggiata, oltre ad un vestibolo con annesso ufficio turistico posizionato sul sottostante ponte di coperta. Sempre sul ponte di coperta erano posti il ristorante ed il soggiorno - bar di terza classe, rispettivamente con 82 e 50 posti. Gli spazi di prima classe erano decorati con diverse opere d'arte di artisti contemporanei: nella sala soggiorno fu posizionato un pannello su tela di Giovanni Majoli, su disegno del quale fu realizzato il mosaico posto sulla parete dello scalone principale. La sala da pranzo fu decorata con un dipinto realizzato da Oscar Saccorotti rappresentante un paesaggio costiero del Lazio, mentre le pareti della biblioteca furono rivestite di pannelli con disegni a trompe-l'œil realizzati da Piero Fornasetti.
La nave era dotata di tre stive per il carico, con una capacità complessiva di 1470 m³, e di un garage, accessibile con scivoli mobili, che poteva ospitare fino a 6 automobili. La propulsione era assicurata da due eliche a passo variabile quadripala; sui due assi erano montati quattro motori Diesel FIAT 486 T a due tempi, che erogavano una potenza complessiva di 7 200 cavalli a 280 giri al minuto. La configurazione con due motori per asse fu scelta per garantire una maggiore flessibilità di utilizzo alla nave, in modo da poterla impiegare sia sulle linee principali servite dalla Tirrenia, sia su quelle secondarie, richiedenti velocità inferiori.
A cavallo tra il 1959 e il 1960 la nave fu sottoposta a un primo intervento di ristrutturazione: gli spazi destinati a passeggeri ed equipaggio furono dotati di aria condizionata e fu montato un sistema di stabilizzatori antirollio.

### Come traghetto ro-ro
Alla fine degli anni '60, in risposta alla crescente domanda di trasporto di mezzi gommati e all'immissione in servizio, da parte di armatori privati, dei primi moderni traghetti ro-ro, la Lazio fu sottoposta, insieme ad altre tre unità della sua classe, ad un profondo intervento di riconversione. Sul ponte principale fu inserito un garage per 8 semirimorchi da 12 metri e 50 automobili; un secondo garage, con capacità per altre 50 automobili e raggiungibile con un ascensore, fu ricavato al posto della seconda stiva di carico. Per consentire delle celeri operazioni di imbarco e sbarco dei veicoli gommati, furono montati un portellone a poppa e due laterali a prua. A poppa furono montate delle controcarene laterali, per aumentare la riserva di galleggiabilità e migliorare le caratteristiche di stabilità della nave.
Furono poi profondamente riviste le sistemazioni per i passeggeri: le cabine e i dormitori di terza classe furono aboliti, le cabine di prima classe passarono a 85 (tutte dotate di servizi igienici), quelle di seconda a 62 e furono aggiunte anche due sale con poltrone reclinabili, per un totale di 88 posti. I posti letto, poltrone comprese, aumentarono quindi a 479. Infine, i motori principali furono revisionati e dotati di un sistema di sovralimentazione; l'aumento di potenza servì a compensare l'aumento di dislocamento dell'unità dopo la trasformazione, in modo da mantenerne inalterata la velocità di servizio e non perdere di competitività rispetto ai traghetti privati.

## Servizio

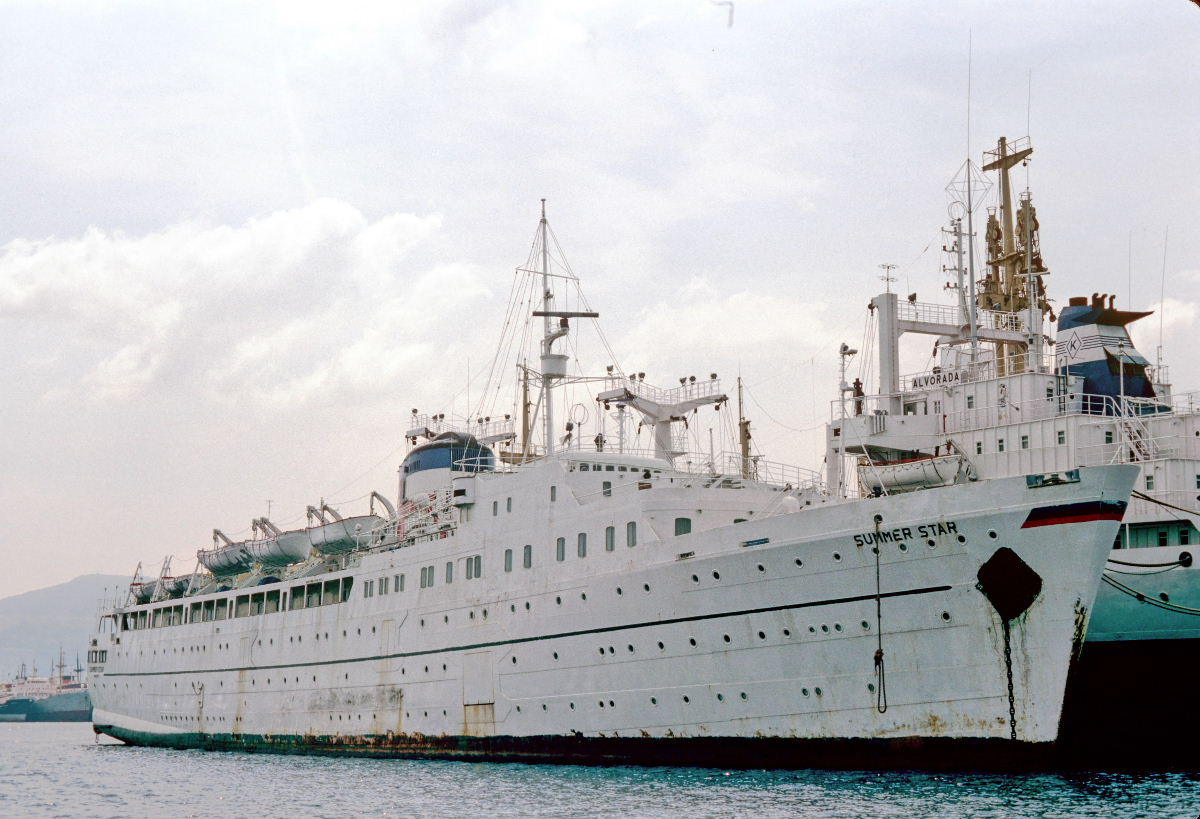
La nave in disarmo ad Eleusi nel 1986.

La Lazio era l'ultima unità di una serie di cinque navi passeggeri, le prime nuove costruzioni ordinate dalla Tirrenia dopo la Seconda Guerra Mondiale. Fu costruita presso il cantiere navale di Palermo, dove lo scafo fu impostato il 16 ottobre 1950. La Lazio fu varata l'8 marzo 1953 e tre settimane più tardi partì per le prove in mare, durante le quali mantenne la velocità media di 19,51 nodi per nove ore. Fu consegnata alla Tirrenia il 1 aprile 1953 e quattro giorni dopo entrò in servizio sulla linea Civitavecchia - Cagliari. Tra giugno e luglio 1959 la nave fu requisita dal Ministero della Marina Mercantile, per far fronte a uno sciopero dei marittimi Finmare che aveva di fatto isolato la Sardegna.
La Lazio fu la prima unità della classe Regione ad essere convertita in traghetto ro-ro, entrando in cantiere a Trieste nel febbraio 1967. Dopo aver effettuato le prove in mare, la nave fu riconsegnata alla Tirrenia il 14 agosto dello stesso anno. Durante gli ultimi preparativi per il rientro in servizio, a Palermo, si sviluppò un incendio nel deposito di poppa, che non causò danni ingenti; la Lazio partì per il viaggio verso Tunisi il 28 agosto.
Nell'ottobre 1978 la Lazio fu posta in disarmo. L'anno seguente fu ceduta ad una compagnia greca e prese il nome di Sant'Andrea, con il quale entrò in servizio, nel 1980, su una linea tra Brindisi e il Pireo con scali a Corfù, Igoumenitsa e Patrasso. Negli anni successivi la nave passò di mano diverse volte, alternando periodi di disarmo ad altri di attività, prevalentemente nel Mediterraneo orientale. Nel 1992 prese il nome di Avrasya, venendo in seguito messa in servizio nel Mar Nero. Il 16 gennaio 1996 la nave, con 120 passeggeri e 45 membri dell'equipaggio a bordo, fu sequestrata da un commando di terroristi ceceni nel porto di Trebisonda. I dirottatori diressero la nave verso Istanbul, minacciando di farla saltare in aria nel Bosforo se la Russia avesse continuato nel bombardamento del villaggio di Pervomajskoe. La situazione si risolse senza spargimenti di sangue tre giorni più tardi: i terroristi abbandonarono la nave, gli ostaggi furono liberati e la nave proseguì la navigazione verso Soči. Nel 1997 la nave, rinominata Avrasya I, fu demolita ad Aliağa.

## Navi gemelle
- Sicilia
- Sardegna
- Campania Felix
- Calabria